# となりのカワンチャさん
『となりのカワンチャさん』は月見里中による4コマ漫画。「まんがタイムきらら」（芳文社）において2005年から2007年まで連載された。ゴスロリ幼女の外見をしたネパールの病魔、カワンチャさんの居候生活を描く。

## 概要
カワンチャさんはゴスロリ服をまとった小さな女の子だが、実はネパールの病魔である。女子高生の橘さやかの家で仲良く二人暮しをしている。言葉は喋れないが体いっぱいの感情表現で、日常の中のささやかな発見に一喜一憂したり、腹を立てると相手を呪って腹痛を起こさせたりする。
連載が進むとともにカワンチャさんが魔界の姫であることが判明し、カワンチャさんを狙う刺客のカタキラウワやカワンチャさんの護衛に来たキュクロプスが登場して、二人の生活はますます賑やかになっていく。
単行本のカバーで帯に隠れる部位のコンビニ袋に大仰な宣伝文句が書かれなど作者の遊びの一つとして、背景や事物における書き文字のほとんどが仕込まれたネタである。
単行本では様々な書き足しが行なわれている。巻頭ではカワンチャさんの旅立ちが描かれ、さやかはカワンチャさんと出会う直前に両親と死に別れていたことが示唆されている。

## 登場人物
カワンチャさん
ネパールで崇められている病魔。伝承では骸骨の姿とされているが、本作品では幼女になっている。装いは黒をベースに白い装飾が付いたゴスロリ服だが、頭に付けるのはヘッドドレスではなく頭蓋骨である。さやかと仲が良く強い信頼で結ばれているが、子供らしいわがままも言う。単行本での作者のコメントによるとモデルは3歳当時の妹。喋ることはないが喜怒哀楽の表現と漫符を駆使してコミュニケーションを取る。相手の言葉は分かっており、下ネタも理解している風である。怒ると呪いの力で相手に腹痛を起こさせ、それがカワンチャさんの唯一の能力である。魔界の姫という立場にあり、両親の同意のもと人間の世界にやって来たことが単行本のプロローグで明かされているが、その目的は不明のまま。両親（王と王妃）についても後姿しか描かれず、正体不明である。
腰に下げた頭蓋骨から所持品を取り出したり、頭に被った頭蓋骨に様々なものを入れて加工することができる。またこの二つの内部は空間を隔ててつながっているようでもあり、一方に入れたものを他方から取り出すことがある。腰の頭蓋骨からプロペラを出して頭の頭蓋骨の上に固定すると、カワンチャさんに飛行能力が備わる。
橘さやか（たちばな さやか）
カワンチャさんを居候させている女子高生。良い姉役としてカワンチャさんと楽しく暮らしている。かなりのお馬鹿さん。胸が小さいのが悩みの種。彼氏を欲しがっているが、気になる男性の類は作中で一度も登場せず。髪型はツインテールで、ニーソックス、ミニスカートを愛用する。料理が得意。
あっちゃん（赤星あかね）
巨乳と眼鏡のさやかの友人。男言葉で喋る。博識に見えて、実は結構いいかげんなことを言う。さやかのことを気にかけており、たまに友情の範囲を越えそうになる。
カタキラウワ
人語を解する片耳の豚。巨乳好き。カワンチャさんの刺客として現れたが捕らえられ、橘家で飼われるようになってからはカワンチャさんの遊び相手に甘んじている。奄美群島の伝承に登場する怪物。
キュクロプス
カワンチャさんの護衛。巨乳。眼帯のジッパーを開くと黒地に白目の単眼が現れる。作中では特別な能力は披露していない。カワンチャさんを守ること以外では控えめな性格をしている。本来はギリシャ神話に登場する巨人である。

## 単行本
- 2007年8月11日発行（2007年7月27日発売） ISBN 978-4-8322-7644-4